# Jean-Marie Touratier
Pour les articles homonymes, voir Touratier.
Jean-Marie Touratier, né le 10 août 1943 à Bayeux (Calvados) et mort le 1er février 2021 à Paris, des suite du Covid, est un auteur français d’ouvrages sur l’art.

## Biographie
Agrégé de lettres modernes, il devient inspecteur de l’enseignement artistique, dirige le FRAC de Toulouse et organise de nombreuses expositions. Il devient ensuite conseiller culture du recteur de Paris, délégué académique aux arts et à la culture.
Il est l’auteur de nombreux ouvrages sur l'art.

## Œuvres
- T.V. Essai sur la représentation et la communication, Paris, Éditions Galilée, 1978, 126 p.  (ISBN 2-7186-0104-3)
- Farce, Paris, Éditions Galilée, coll. « Ligne fictive », 1979, 168 p.  (ISBN 2-7186-0155-8)
- Le Stéréotype. Et comment s'en servir, Paris, Éditions Galilée, coll. « Débats », 1979, 156 p.  (ISBN 2-7186-0116-7)
- Autoportraits avec ruines, Paris, Éditions Galilée, coll. « Ligne fictive », 1980, 177 p.  (ISBN 2-7186-0195-7)
- Au bord des fleuves de Babylone, Paris, Éditions Ramsay, coll. « Mots », 1982, 175 p.  (ISBN 2-85956-248-6)
- Vie et légende du captain Sarkis, Toulouse, France, Éditions Pictura-Edelweiss, coll. « Fictions de l'art », 1986, 77 p. (BNF 34907116)
- Manuel pratique d'art contemporain, Paris, Éditions Galilée, coll. « Débats », 1987, 172 p.  (ISBN 2-7186-0317-8)
- Le Mal de Seine, Paris, Éditions Galilée, 1980, 133 p.  (ISBN 2-7186-0375-5)
- Moi, le dernier des enfants d'Occident & autres textes , Paris, Éditions Publisud, coll. « Littératures », 1991, 127 p.  (ISBN 2-86600-499-X)
- Bois rouge, Paris, Éditions Galilée, coll. « Ligne fictive », 1993, 193 p.  (ISBN 2-7186-0419-0)
- Le Caravage. Fragments d'une vie violente, Paris, Éditions Galilée, 1997, 142 p.  (ISBN 2-7186-0491-3)
- L’œuvre ultime. Giovanni Cosma, Paris, Éditions Galilée, coll. « Ligne fictive », 1999, 119 p.  (ISBN 2-7186-0525-1)
- La Belle Déception du regard. Réflexions sur l’art contemporain, Paris, Éditions Galilée, coll. « Écritures-figures », 2001, 109 p.  (ISBN 2-7186-0564-2)
- Martha se tait, Paris, Éditions Galilée, coll. « Ligne fictive », 2003, 89 p.  (ISBN 2-7186-0610-X)
- Déjà la nuit. Claude Monet, Paris, Éditions Galilée, coll. « Écritures-figures », 2005, 205 p.  (ISBN 2-7186-0698-3)
- La Cicatrice, Paris, Éditions Galilée, coll. « Ligne fictive », 2007, 119 p.  (ISBN 978-2-7186-0753-5)
- Être humain, tome I, Carl Th. Dreyer, Ingmar Bergman, Paris, Éditions Galilée, coll. « Écritures-figures », 2009, 116 p.  (ISBN 978-2-7186-0805-1)
- Être humain, tome II, Yasujiro Ozu, Andreï Tarkovski, Paris, Éditions Galilée, coll. « Écritures-figures », 2009, 114 p.  (ISBN 978-2-7186-0829-7)
- Géricault, cheval-peintre, Paris, Éditions Galilée, coll. « Écritures-figures », 2012, 79 p.  (ISBN 978-2-7186-0865-5)[4]
- Pauvre Joconde, Paris, Éditions Galilée, coll. « Ligne fictive », 2013, 128 p.  (ISBN 978-2-7186-0897-6)
- "Les Venimeux", Paris, Éditions Galilée, 111 p. 2015,  (ISBN 978-2-7186-0925-6)
- Mauvais sang : Les nazis et l'art « dégénéré », Paris, Éditions Galilée, coll. « Débats », 2018, 107 p. (ISBN 978-2-7186-0971-3)
- Le légendaire de Marcel Duchamp, Paris, Éditions Galilée, 2020